# Txatxalaca capgrisa
La txatxalaca capgrisa (Ortalis cinereiceps) és una espècie d'ocell de la família dels cràcids (Cracidae) que habita en zones arbustives i boscoses d'Amèrica Central i del Sud, des de l'est d'Hondures fins al nord-oest de Colòmbia.